# محرک (مجموعه تلویزیونی)
محرک (کره‌ای: 무빙؛ انگلیسی: Moving) یک مجموعهٔ تلویزیونی کره جنوبی به کارگردانی پارک این جه و با بازی ریو سونگ ریونگ، هان هیو جو، جو این سونگ، چا ته-هیون، ریو سونگ بوم، کیم سونگ کیون، لی جونگ-ها، گو یون-جونگ و کیم دو هون است. این مجموعه بر پایه وب‌تونی با همین نام اثر کانگ فول است و یک درام سوپرنچرال دربارهٔ سه نوجوان دانش آموز دبیرستان و والدینشان است که قدرت ماورایی خود را کشف می‌کنند. این مجموعه از ۹ اوت ۲۰۲۳ در دیزنی پلاس پخش شد.

## بازیگران

### اصلی
- ریو سونگ ریونگ در نقش جانگ جو وون: او توانایی بهبود سریع بدون احساس درد را دارد.[۱]
- هان هیو جو در نقش لی می هیون: همسر دو شیک و دارای حواس پنج‌گانه فوق بشری.[۹]
- جو این سونگ در نقش کیم دو شیک: یک مأمور کهنه‌کار با مهارت‌های پرواز.
- چا ته-هیون در نقش جون گه دو: او توانایی تولید برق را دارد.
- ریو سونگ بوم در نقش فرانک: فردی مرموز که افراد با قدرت‌های ماورایی را تعقیب می‌کند.
- کیم سونگ کیون در نقش لی جه مان: یک مأمور چابک و قدرتمند.[۱۰]
- لی جونگ-ها در نقش کیم بونگ سوک: پسر می هیون و دو شیک که قدرت‌های ماورایی مشابه والدینش دارد.[۵]
- گو یون-جونگ در نقش جانگ هی سو: دختر جو وون و قدرت‌های ماورایی مشابه والدینش دارد.[۱۱]
- کیم دو هون در نقش لی کانگ هون: نماینده کلاس و دارای قدرت‌های ماورایی مشابه پدر و مادرش.[۱۲]